# عيد استقلال فنلندا

أول علم رسمي لدولة فنلندا المعترف بها حديثاً، كان أصلاً علم مجلس الشيوخ دوقية فنلندا الكبرى ذاتية الحكم، من 5 يناير إلى 28 مايو من عام 1918

يوم استقلال فنلندا (بالفنلندية: itsenäisyyspäivä؛ بالسويدية: självständighetsdag) يوم عطلة وطنية عامة رسمية في السادس من ديسمبر احتفالاً بإعلان استقلال فنلندا عن الإمبراطورية الروسية. بدأت الحركة من أجل استقلال فنلندا بعد الثورات في روسيا والناجمة عن الاضطرابات في أعقاب هزائم الحرب العالمية الأولى. فقد أعطت لفنلندا فرصة للانفصال عن روسيا. بعد خلافات عديدة بين غير الاشتراكيين والاشتراكيين الديمقراطيين بشأن تولي السلطة في فنلندا، أعلن البرلمان بقيادة بير إفيند سفينهوفد أخيراً فنلندا دولة مستقلة في 6 ديسمبر 1917.
احتـُفل بيوم الاستقلال لأول مرة 1919. ومع ذلك، خلال السنوات الأولى من الاستقلال، كان 6 ديسمبر في بعض أجزاء فنلندا مجرد يوم عطلة عابر بالمقارنة مع 16 مايو، وهو يوم الاحتفال بالبيض المنتصرين في الحرب الأهلية الفنلندية.